# 聖闘士星矢 神々の熱き戦い
『聖闘士星矢 神々の熱き戦い』（セイントセイヤ かみがみのあつきたたかい）は、1988年3月12日に公開された『聖闘士星矢』シリーズの劇場公開作品第2弾。

## 解説
前作『聖闘士星矢』同様、東映まんがまつりの一作として公開された作品。同時上映作は『レディレディ!!』『ビックリマン』『仮面ライダーBLACK』。前作の制作陣に加え、当時テレビアニメのスタッフとして多く携わっていた山内重保が監督、小山高生が脚本を務めた。
ゲストキャラクターである神闘士（ゴッドウォリアー）には、『聖闘士星矢』の題材であるギリシア神話以外の神話も肯定するというコンセプトに基いて北欧神話が題材として選ばれ、後のテレビシリーズ・北欧アスガルド編の原案となっており、同シリーズとはパラレルワールドの関係になっている。
本作と次回作『真紅の少年伝説』は、完全オリジナルの物語でありながら『聖闘士星矢』の原作の世界観を崩すことなく物語を成立させたとして、ファンからの評価が高い。前作『聖闘士星矢 邪神エリス』の監督を務めた森下孝三は、車田の原作に近い泥臭い作風の前作に比べ、本作は山内重保によるアダルトな作風が女性ファンの心を掴んだと語っている。山内はこれらの手腕を買われ、後にOVA『冥王ハーデス十二宮編』中のオリジナルエピソードにおいても監督に起用された。

## あらすじ
シベリアの氷原で謎の兵士たちに襲われていた赤ひげの兵士を助けた氷河は、神々の戦いが始まるというアスガルドの地の名を聞き、北欧アスガルドへ調査に向かう。彼を追って沙織や星矢たちもアスガルドへ向かうが、氷河は消息を絶ち、アスガルドのドルバル教主は聖域支配を目論んでいた。ドルバルの魔手により異次元へ封印されてしまう沙織。星矢たちは沙織の救出に向かうが、その前にアスガルドの戦士・神闘士たちが立ち塞がる。神の国での壮絶な激闘が始まろうとしていた。

## ゲストキャラクター
ドルバル教主
声 - 家弓家正
技：オーディーン・シールド
北欧ワルハラ宮の教主でオーディーンの地上代行者。普段は法衣を纏っているが、戦いのときは紫の鎧を纏う。アスガルドが地上を制する野望を抱き、氷河を探しに来たアテナをオーディーン・シールドで封印した。自身も戦士として黄金聖闘士に匹敵する力を持ち、その拳は星矢、一輝の聖衣を一撃で破壊するほど。また氷河を洗脳する魔拳、黄金聖闘士以上のスピードを持つなど圧倒的な力を誇る。射手座の黄金聖衣を纏った星矢のペガサス流星拳、黄金の矢の一撃を受け、さらに命を代償にしたフレイによって崩されたオーディーン像の剣に貫かれて最期を遂げた。名前の由来は北欧神話のオーディーンの子、バルドル。

### 神闘士
ゴッドウォリアー。北欧の神の国アスガルドで主神オーディーンに仕える闘士たち。神闘衣（ゴッドローブ）と呼ばれる鎧を身に纏い、その実力は聖闘士に勝るとも劣らない。テレビシリーズの神闘士とは設定が異なり、地上界においてはドルバル教主がオーディーンの地上代行者として統率の任を負い、彼らは忠誠を誓っている。なお、先行された劇場版予告編では「アインヘリアル5勇士」と呼称されていたが本編では語られなかった。
ロキ
声 - 水島裕
技：襲撃群狼拳、オーディーン・テンペスト
緑がかった神闘衣とマントを纏う神闘士のリーダー格。最強の神闘士であり、ドルバルの信任も厚い。非常に攻撃的な小宇宙を持つ。星矢と互角の戦いを繰り広げるが、欲望のためだけに戦うロキの小宇宙よりも正義のために戦う星矢の小宇宙が勝り、ペガサス流星拳とペガサスローリングクラッシュの連続技の前に敗北する。
名前の由来は北欧神話のロキ。神闘衣のデザインはテレビシリーズでのアルベリッヒに、技はフェンリルに受け継がれている。
ウル
声 - 村山明
青の神闘衣を纏う。神闘士随一の剣技の使い手で、瞬の星雲鎖をも断ち切る炎の剣の持ち主。瞬を苦しめたが、一輝の不意打ちによる鳳翼天翔を受け、何が起きたかわからないまま倒れた。
名前の由来は北欧神話のウル。神闘衣のデザインはテレビシリーズでのフェンリルに、炎の剣の設定はアルベリッヒに受け継がれている。
ルング
声 - 玄田哲章
技：ミョルニル・ハンマーによる攻撃
青の神闘衣を纏い、ミョルニル・ハンマーと呼ばれる二つのブーメランを操る巨漢。その体格通り、神闘士でも最大のパワーを誇る。一輝の幻魔拳を受け、一輝目がけて放ったミョルニル・ハンマーを自分の胸に受けるが、なおも立ち上がり、崖崩れで一輝もろとも奈落の底へ。
名前の由来は北欧神話のフルングニル、ミョルニルの由来は同じく北欧神話の雷神トールの槌・ミョルニル。このミョルニルの設定はテレビシリーズでのトールに受け継がれている。
ミッドガルド
仮面で素顔を隠した謎の神闘士。その正体は「中つ国」（アスガルドから見た地上、サンクチュアリのこと）から調査に来て、ドルバルの魔拳で洗脳された氷河で、紫龍と激突。廬山昇龍覇により正気を取り戻す。
ミッドガルド本人は作中には登場しないものの、設定上ではドルバルにより幽閉されていたとされ、完成していた本人の素顔のデザインは、テレビシリーズのハーゲンへ、神闘衣のデザインはトールに受け継がれている。また、劇場版予告編ではオレンジ色ではなく、緑基調の神闘衣だった。

### その他
フレイ
声 - 難波圭一
ワルハラ宮の司祭。フレアの兄。オーディーンの繁栄と地上の平和を願い、ロキが聖域を敵視しているとしてドルバルに進言するが、そのためにドルバルの拳を受けて捕われてしまう。傷ついた身でなお、ドルバルに封印されたアテナを救うために尽力。青銅聖闘士を一撃で倒したドルバルの拳を幾度となく浴びても決して倒れず、オーディーン像を剣で突いて自らの命と引き換えにアテナを解放して散った。名前の由来は北欧神話のフレイ。
フレア
声 - 山野さと子
フレイの妹。兄と同じくワルハラ宮に仕える。強い信念を持つ。名前の由来は北欧神話のフレイヤ。
テレビシリーズの北欧アスガルド編にも同名のキャラクターが登場しているが、設定・デザインとも異なる。
赤ひげの兵士
声 - 郷里大輔
アスガルドの兵士に追われていた。シベリアで氷河に助けられ、アスガルドの異変を伝える。

## スタッフ
- 原作 - 車田正美
- 製作総指揮 - 今田智憲
- 企画 - 籏野義文、森下孝三
- 製作担当 - 武田寛、松下健吉
- 脚本 - 小山高生
- 音楽 - 横山菁児
- 美術監督 - 窪田忠雄
- 作画監督 - 荒木伸吾
- 監督 - 山内重保